# Гаспарян, Оник Викторович
Оник Викторович Гаспарян (арм. Օնիկ Վիկտորի Գասպարյան; род. 6 января 1970, Иджеван) — армянский военачальник. Начальник Генерального штаба Вооружённых сил Республики Армения с 8 июня 2020 года по 10 марта 2021 года, генерал-полковник (2020).

## Биография
Родился 6 января 1970 года в Иджеване. С 1976 по 1985 год учился в средней школе № 5 Иджевана, а в 1985—1986 годах — в средней школе № 147 города Еревана.
С 1988 по 1990 год служил в рядах Советской Армии. В 1990 году проходил службу в рядах Иджеванского отряда. В 1994 году в результате взрыва противопехотной мины получил ранение.
С 1993 по 2010 год являлся заместителем командира батальона Иджеванского полка, начальником разведки, заместителем командира по боевой линии, а затем командиром полка.
В середине 1990-х годов учился на Высших офицерских курсах Министерства обороны Российской Федерации. С 1998 по 2001 год учился в Общевойсковой академии Вооружённых Сил Российской Федерации. С 2001 по 2005 год являлся командиром в/ч 5119, а затем был переведён на аналогичную должность в в/ч 68617. С 2007 по 2008 год — начальник штаба, заместитель командующего 4-го армейского корпуса. В 2008 году окончил Военную академию Генерального штаба Вооружённых Сил Российской Федерации.
С 2010 по 2012 год — начальник 3-го армейского корпуса. 11 апреля 2012 года был назначен командиром 3-го армейского корпуса Министерства обороны Армении.
В июле 2016 года приказом президента Армении назначен заместителем начальника Генерального штаба Вооружённых сил Республики Армения, в июне 2017 года — первым заместителем начальника Генштаба. 3 июля 2019 года по случаю Дня Конституции Армении присвоено воинское звание генерал-лейтенант.
8 июня 2020 года премьер-министр Никол Пашинян назначил Гаспаряна начальником Генерального штаба Вооружённых сил Республики Армения. 15 октября 2020 года присвоено звание генерал-полковник. После подписания заявления о прекращении огня в Нагорном Карабахе с 10 ноября 2020 года, Гаспарян заявил, что премьер Пашинян заключил это соглашение по его предложению. 25 февраля 2021 года премьер-министр Армении представил президенту Армену Саркисяну предложение об отставке Гаспаряна «за попытку госпереворота» после заявления генштаба с требованием отставки премьер-министра Никола Пашиняна. Президент Армении отказался подписывать указ об увольнении Гаспаряна и обратился в Конституционный суд. Правительство сообщило, что президент в суд не обращался и что Оник Гаспарян «освобождён от занимаемой должности с 10 марта 2021 года силой закона».

## Награды и звания
- Медаль «За заслуги перед Отечеством» I степени (2014)[10]
- Медаль «За отвагу» (2011)[1]
- Медаль «Вооружённые силы РА: 20 лет»[1]
- Медаль «Маршал Баграмян»[1]
- Медаль «Драстамат Канаян»[1]
- Медаль «Вазген Саркисян»[1]
- Медаль «Гарегин Нжде»[1]
- Медаль «За боевые заслуги»[1]
- Медаль «За безупречную службу» I степени[1]
- Медаль «За безупречную службу» II степени[1]
- Медаль «За безупречную службу» III степени[1]
- Медаль «За безупречную службу» IV степени[1]